# Grażyna Pstrokońska-Nawratil
Grażyna Pstrokońska-Nawratil (ur. 16 lipca 1947 we Wrocławiu) – polska kompozytorka i pedagożka.

## Życiorys
Dzieciństwo spędziła w Koninie. Uczyła się w Państwowym Liceum Muzycznym we Wrocławiu. Studiowała kompozycję w Państwowej Wyższej Szkole Muzycznej we Wrocławiu początkowo u Stefana Bolesława Poradowskiego(1966-67), a następnie u Tadeusza Natansona (1967-71). W 1978 wyjechała na stypendium do Paryża, by studiować u Pierre'a Bouleza i Oliviera Messiaena.
Od 1971 roku wykłada kompozycję w Państwowej Wyższej Szkole Muzycznej we Wrocławiu (obecnie Akademia Muzyczna im. Karola Lipińskiego we Wrocławiu). Od 1991 roku kieruje Katedrą Kompozycji i Teorii Muzyki. W latach 1998-2008 wykładała na Akademii Muzycznej im. Ignacego Jana Paderewskiego w Poznaniu. W 1993 roku uzyskała tytuł naukowy profesora. Prowadziła zajęcia na kursach muzyki współczesnej, m.in. w Bystrzycy Kłodzkiej i Gdańsku.
Jest laureatką wielu nagród krajowych i międzynarodowych konkursów kompozytorskich: Grzegorza Fitelberga w Katowicach (1972, utwór Reanimacja), Kobiet Kompozytorek w Mannheim (1975, utwór Ostinato), Międzynarodowej Trybunie Kompozytorów UNESCO w Paryżu (1987, utwór Fresco III – Ikar). Jej utwory były wielokrotnie prezentowane podczas Warszawskiej Jesieni.
Należy do Związku Kompozytorów Polskich, z którego ramienia uczestniczyła w pracach komisji programowej Warszawskiej Jesieni oraz kierowała festiwalem Musica Polonica Nova.
Jest córką dziennikarki Hanny Pstrokońskiej (1924-2006) oraz wnuczką płk. Witolda Sztarka.

## Twórczość
Twórczość Pstrokońskiej-Nawratil charakteryzuje się integracją elementów z tradycji muzycznych przeszłych epok z nowoczesnymi środkami i technikami kompozytorskimi, takimi jak aleatoryzm, kontrapunkt płaszczyznowy czy sonorystyka. Kompozytorka opracowała unikalną technikę, obejmującą stosowanie skal palindromowych oraz przesuwanie struktur w oparciu o określony klucz. 
W twórczości kompozytorki zauważalne jest myślenie skalowe, które zostało wzmocnione pod wpływem muzyki Messiaena. Skale są zazwyczaj diagonalne, z centrum w środku, rzadko oktawują, a ich struktury często wychodzą poza oktawę. W początkowym okresie twórczości dominowały skale symetryczne, najczęściej oparte na 9 i 11 dźwiękach, rzadko kiedy były to skale dwunastotonowe. W późniejszej twórczości kompozytorka zaczęła wykorzystywać interwały mikrotonowe.
Ponadto posługuje się autorskim kodem kolorystycznym opartym na synestezji. Głównym czynnikiem kształtującym składnię jej dzieł jest ekspresja. W jej warsztacie kompozytorskim zauważalna jest troska o formę, precyzyjny dobór materiału oraz szeroki zakres emocji.
Swoją twórczość obejmuje w cykle, takie jak: Freski, cykl utworów na perkusję, Myśląc o Vivaldim, Ekomuzyka, Madrygały, cykl sonat instrumentalnych, Reportaże.

## Ważniejsze utwory
na podstawie materiałów źródłowych:
- Trio-sonata na skrzypce, wiolonczelę i fortepian (1967)
- Concerto grosso na klarnet, róg, fortepian i orkiestrę (1970-71)
- Fresco I – Reanimacja – na wielką orkiestrę symfoniczną (1972)
- Po słońce czerwone na głosy i 5 instrumentów (1972)
- Nokturn na wiolonczelę i fortepian preparowany (1973)
- Abecadło na chór mieszany i zespół instrumentalny (1973)
- Trzy pieśni na chór mieszany (1973)
- Ostinato na zespół perkusyjny (1974)
- Fresco II – Epitaphios na wielką orkiestrę symfoniczną (1975)
- Kanon na grupę motoryczną – 4 perkusje i fortepian (1976)
- Studio per violino e tam-tam (1977)
- Ymnodia na 3 głosy, taśmę i perkusję (1977)
- Fresco III – Ikar na wielką orkiestrę symfoniczną (1979) – III lokata na Międzynarodowej Trybunie Kompozytorów UNESCO w Paryżu w 1987[16]
- La vetrata na fortepian (1979)
- Incrustation na skrzypce i orkiestrę (1979)
- Papież Słowiański, kantata na sopran, baryton, recytatora, amatorski chór i orkiestrę (1979)
- Arabeska na kwartet smyczkowy (1980)
- Eco per 2 flauti (1980)
- Eco per flauto grande (1980)
- Studio per una batteria (1981)
- Sfrunął na Śląsk Orzeł Biały, oratorium-ballada na 3 soprany, chór i orkiestrę (1981)
- Fresco IV – Concerto alla campana Tadeusz Baird in memoriam na fortepian i orkiestrę symfoniczną (1982)
- Bis-Joke na perkusję i fortepian (1985)
- Pieśni niespokojne na baryton i orkiestrę (1985)
- Pejzaż z pluszczem na sopran i 3 skrzypiec (1986)
- Fresco V – Éternel na sopran, chór chłopięcy, chór mieszany i wielką orkiestrę symfoniczną (1987)
- W królestwie jesiennych liści, balet dla dzieci (1989)
- Le soleil, koncert na instrumenty perkusyjne i orkiestrę (1991)
- Triangle! na grupę perkusyjną (1992)
- Le tambour provençal na 2 wiolonczele i fortepian (1993)
- Fresco VI – Palindrom I na orkiestrę smyczkową z klawesynem * (1994)
- Kwartet lidyjski – myśląc o Andrzeju na kwartet smyczkowy (1994)
- Palindrom II „Terra” na chór męski i fortepian (1995)
- Bartokiana [wersja I] na 2 wiolonczele i fortepian (1995)
- El Condor (Wiosna), koncert na 2 marimby i orkiestrę kameralną (1996)
- La foret (Jesień) na kontrabas i orkiestrę kameralną (1997)
- ... il neige (Zima) na obój i orkiestrę kameralną (1997)
- ... como el sol e la mar ... (Lato) na flet i orkiestrę kameralną (1998)
- Eco Music „Klimop” na orkiestrę (1998)
- Fresco VII – Uru-Anna na tenor, wielki chór mieszany i wielką orkiestrę symfoniczną (1998-99)
- Hectoriana (1999)
- W poszukiwaniu wędrującego echa na dwoje skrzypiec (2000)
- Bartokiana [wersja II] na marimbę i orkiestrę kameralną (2000)
- Algorytm snu wielkiego miasta na marimbę solo (2001)
- Ptaki na horyzoncie zmierzchu na altówkę i kontrabas (2002)
- Muzyka lidyjska na orkiestrę smyczkową (2003)
- Magnificat MM na sopran, chór mieszany i orkiestrę symfoniczną (2004)
- Ptaki na horyzoncie zmierzchu [wersja II] na klarnet, puzon, wiolonczelę i fortepian (2006)
- Strumyk i słonko na inkrustowany fortepian (2007)
- ...como el sol e la mar... (lato) na flet i orkiestrę kameralną (2007)
- Niedziela Palmowa w Nazareth na saksofon, perkusję i organy (2009)
- ICE-LAND. Tęczowe mosty nad Dettifoss na orkiestrę kameralną (2011)
- Madrygał na dwa fortepiany (2011)
- HARMONY na orkiestrę symfoniczną (2011)
- Wędrówki zielonego skarabeusza na flet, skrzypce, altówkę i wiolonczelę (2012)
- L’OCEAN na orkiestrę symfoniczną (2012)
- Lasy deszczowe na flety i orkiestrę symfoniczną (2013)
- Figury na piasku na kwartet fletowy (2014)
- Galaktikos na flet i organy (2015)
- Tryptyk na dwa flety i organy (2017)
- Assisi na wiolonczelę akustyczną/elektryczną, chór dziecięcy i wielką orkiestrę symfoniczną (2017)
- Ring of Tara na oktet perkusyjny (2018)

## Nagrody
- Laureatka Konkursu Młodych Związku Kompozytorów Polskich (1968, 1973)
- Laureatka Konkursu im. Grzegorza Fitelberga (1972)
- Laureatka Międzynarodowego Konkursu Kompozytorek w Mannheim (1975)
- III lokata na Międzynarodowej Trybunie Kompozytorów UNESCO w Paryżu (1979)
- Nagroda Miasta Wrocławia (1989)
- Nagroda Prezesa Rady Ministrów (1989)
- Nagroda im. Św. Brata Alberta (1998)
- Wrocławska Nagroda Muzyczna (2002)
- Doroczna Nagroda Związku Kompozytorów Polskich (2004)
- Doroczna Nagroda Ministra Kultury i Dziedzictwa Narodowego w Dziedzinie Muzyki (2006, 2018)
- Srebrny Medal Zasłużony Kulturze Gloria Artis (2013)[17][14]